# Marco Lamponio
Marco Lamponio (in lingua latina Marcus Lamponius; ... – 3 novembre 82 a.C.) è stato un generale sannita, luogotenente di Ponzio Telesino nella battaglia di Porta Collina.

## Biografia
Partecipò alla guerra sociale dalla parte dei mariani, sconfisse Publio Licinio Crasso e lo rinchiuse a Grumentum.
A metà dell'82 a.C., ai tempi della prima guerra civile di Silla, dopo aver reclutato, con Ponzio Telesino e Guta di Capua, 70.000 uomini, marciò su Praeneste determinato ad aiutare Mario, assediato in quella città. Tuttavia, Silla  bloccò le strade e dovette cambiare i piani. Decise di marciare su Roma, ma mentre tentava di raggiungere le porte della città venne attaccato e sconfitto da Silla e Marco Licinio Crasso nella battaglia di Porta Collina. Alcune fonti riportano che il giorno dopo fu catturato, giustiziato, e la sua testa inviata a Praeneste, altre (la maggioranza di quelle antiche), che di lui non si ebbe più sicura notizia dopo quel giorno.